# Regiones de Puebla

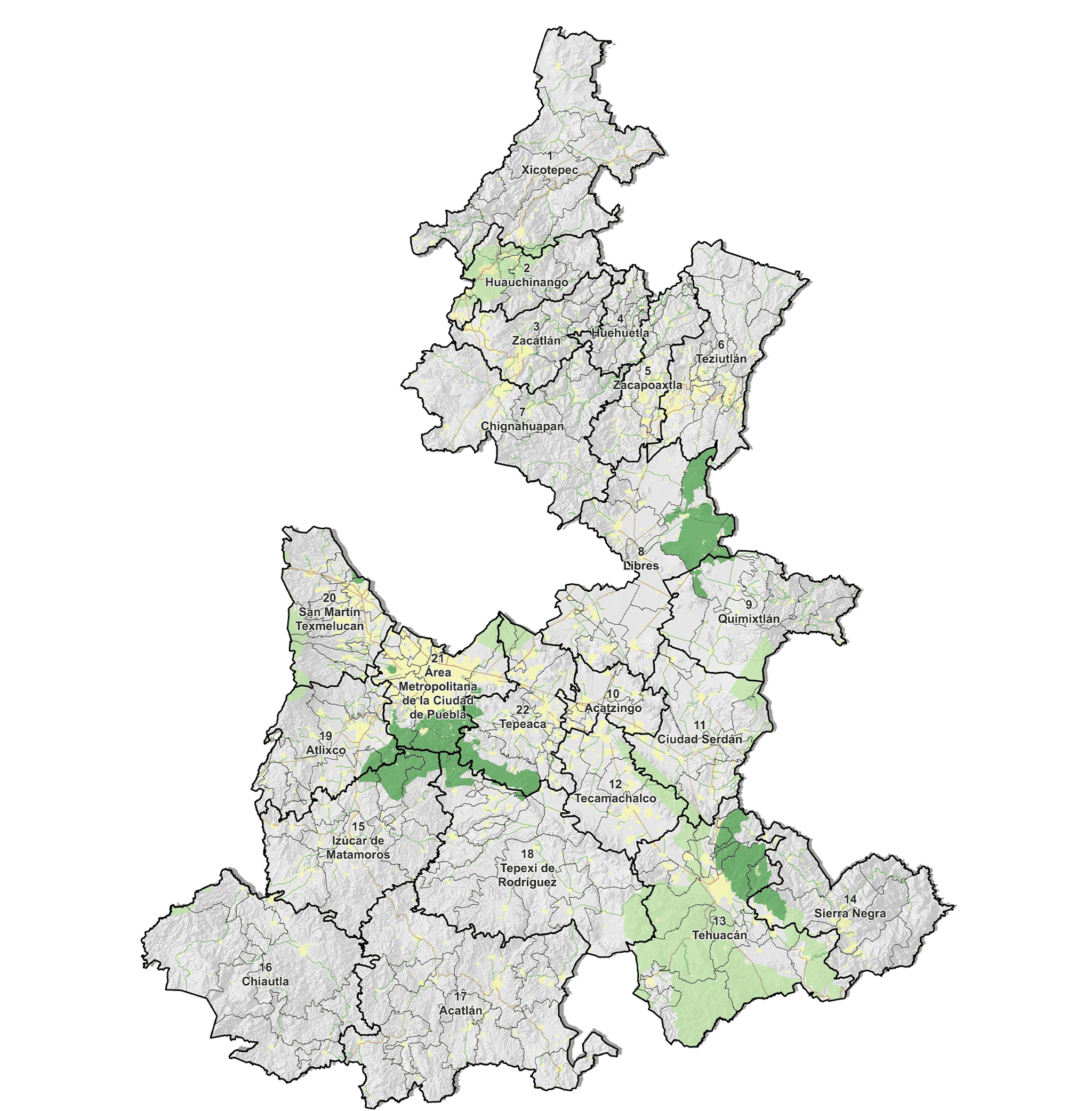
Mapa de Puebla con las 22 Regiones en la Administración 2019-2024

Las regiones de Puebla son una división administrativa propia de este estado mexicano, con la finalidad de fomentar el desarrollo socioeconómico de la entidad, los 217 municipios que conforman al Estado de Puebla se agruparon en 22 regiones hasta 2024, tomando en consideración la características geográficas, históricas, económicas, culturales y políticas en común.

## Historia
La primera propuesta de regionalización del estado fue hecha en 1973 por dos economistas recién egresados de la Universidad Autónoma de Puebla que laboraban en la Secretaría de Finanzas del Estado. Como tesis habían presentado un estudio económico de Puebla, dividiendo el estado en siete grandes regiones debido a la imposibilidad de estudiar de forma individual cada uno de los 217 municipios de la entidad. 
La propuesta de división fue retomada al año siguiente por la Dirección de Planeación y Promoción Económica del estado para elaborar una propuesta de plan de desarrollo socioeconómico de Puebla para el periodo de 1975 a 1981, que abarca el sexenio del gobernador Alfredo Toxqui. 
El uso de esta regionalización no fue adoptada como política oficial del estado hasta 1986.
Durante las siguientes gubernaturas se ha modificado la extensión y denominación de las regiones, aunque manteniéndose en el mismo número. 
La regionalización en 7 fue establecida por el Congreso del Estado de Puebla el 12 de marzo de 2015 a 2019 mediante la expedición de la Ley de Desarrollo Económico Sustentable del Estado de Puebla, la cual es el fundamento legal de esta división.

División del Estado de Puebla en regiones de acuerdo a la ley vigente de 2015 a 2019.

Las regiones socioeconómicas fueron creadas en 1973 y adoptadas oficialmente desde 1986, variando a lo largo del tiempo. Originalmente, la división consistía en 7 regiones, fundamentadas en la Ley de Desarrollo Económico Sustentable del Estado de Puebla, publicada en 2015. Esta estructura se mantuvo hasta el Plan Estatal de Desarrollo para el periodo 2019-2024, bajo la gestión de Miguel Barbosa, cuando el estado pasó a estar dividido en 32 regiones, de las cuales 11 comprendían el área metropolitana.
Sin embargo, con la muerte de Miguel Barbosa y la llegada de Sergio Salomón Céspedes a la gubernatura, se realizó una modificación al Plan Estatal de Desarrollo 2019-2024. Esta modificación redujo el número de regiones de 32 a 22, con el cambio más significativo en unificar en una sola la región del Área Metropolitana de Puebla. 
Esta nueva regionalización tiene en cuenta las mismas características geográficas, históricas, económicas, culturales y políticas que las anteriores divisiones.

## Regiones de la Sierra Norte y nororiental del estado de Puebla (1 a 7)
(Xicotepec, Huauchinango, Zacatlán, Huehuetla, Zacapoaxtla, Teziutlán y Chignahuapan)
La sierra Norte de Puebla abarca el territorio de 62 municipios agrupados en las primeras 7 regiones, más del 18% de los poblanos  viven aquí.
La Huasteca poblana es la zona sur de la Huasteca, e incluye 38 municipios distribuidos en las 7 regiones.
3 Distritos Federales;
- 1 Huauchinango (Regiones 1 y 2)
- 2 Zacatlán (Regiones 3, 4 y 7 completas y un municipio de las regiones 2 y 5)
- 3 Teziutlán (Regiones 5 y 6).

6 Distrito locales
( 1 Xicotepec, 2 Huauchinango, 3 Zacatlán, 4 Zacapoaxtla, 5 Tlatlauquitepec y 6 Teziutlán).

### Región 1. Xicotepec
La región de Xicotepec está ubicada en la Sierra Norte del estado de Puebla. Limita al norte y al este con el estado de Veracruz, al sur con la región de Huauchinango, y al oeste con el estado de Hidalgo. Conformada por 11 municipio: Honey
y 10 municipios de la huasteca poblana:
- Francisco Z. Mena
- Jalpan
- Tlacuilotepec
- Tlaxco
- Venustiano Carranza,  Municipio de Venustiano Carranza (Puebla)
- Municipio de Naupan,
- Pahuatlán,
- Pantepec
- Xicotepec, Xicotepec de Juárez,
- Zihuateutla

Sí, Xicotepec de Juárez es el nombre oficial del municipio que comúnmente se conoce como Xicotepec. Por lo tanto, puedo eliminar la duplicidad.
Aquí está la lista actualizada:
- . Xicotepec de Juárez (Xicotepec):

- Náhuatl huasteco: 50-60%
- . Pahuatlán:

- Náhuatl huasteco: 60-70%
- Totonaco: 5-10%
- . Naupan:

- Náhuatl huasteco: 50-60%
- . Zihuateutla:

- Náhuatl huasteco: 30-40%
- Totonaco: 5-10%
- . Pantepec:

- Náhuatl huasteco: 40-50%
- Totonaco: 5-10%
- . Venustiano Carranza:

- Náhuatl: 10-20%
- . Tlacuilotepec:

- Náhuatl huasteco: 40-50%
- . Jalpan:

- Náhuatl huasteco: 30-40%
- . Francisco Z. Mena:

- Náhuatl: 20-30%
- . Hueytlalpan (honey):

- Náhuatl huasteco: 40-50%

### Región 2. Huauchinango
La región de Huauchinango está situada en la Sierra Norte del estado de Puebla. Limita al norte con la región de Xicotepec, al sur con la región de Zacatlán, al este con la región de Huehuetla y al oeste con el estado de Hidalgo. Esta región está conformada por 7 municipios, 5 de la huasteca poblana:
- Huauchinango
- Jopala
- Juan Galindo
- Tlaola
- Tlapacoya

Más 2:
- Ahuazotepec
- Chiconcuautla

Aquí los porcentajes aproximados de hablantes:
- . Huauchinango

- Náhuatl: 30-40%
- Totonaco: 10-20%
- . Jopala

- Náhuatl: 40-50%
- Totonaco: 5-10%
- . Juan Galindo

- Náhuatl: 20-30%
- . Tlaola

- Náhuatl: 50-60%
- . Tlapacoya

- Náhuatl: 40-50%
- . Ahuazotepec

- Totonaco: 60-70%
- . Chiconcuautla

- Totonaco: 50-60%

### Región 3. Zacatlán
La región de Zacatlán está ubicada en la Sierra Norte del estado de Puebla. Limita al norte con la región de Huauchinango, al este con la región de Huehuetla, y al oeste con el estado de Hidalgo. Esta región está conformada por 9 municipios, 6 de la huasteca poblana:
- Amixtlán
- Camocuautla
- Coatepec
- Hermenegildo Galeana
- San Felipe Tepatlán
- Tepango de Rodríguez

Más 3:
- Ahuacatlán
- Tepetzintla
- Municipio de Zacatlán

Las lenguas indígenas habladas, incluyendo náhuatl, totonaco y tepehua:
- 1. Amixtlán (Náhuatl huasteco: 30-40%)
- 2. Camocuautla (Náhuatl huasteco: 25-35%)
- 3. Coatepec (Náhuatl central: 10-20%)
- 4. Hermenegildo Galeana (Náhuatl huasteco: 40-50%)
- 5. San Felipe Tepatlán (Náhuatl huasteco: 20-30%)
- 6. Tepango de Rodríguez (Náhuatl central: 10-20%)
- 7. Ahuacatlán (Náhuatl central: 10-20%, Totonaco: 5-10%)
- 8. Tepetzintla (Náhuatl central: 10-20%, Totonaco: 5-10%)
- 9. Zacatlán (Náhuatl central: 10-20%, Tepehua: 5-10%)

### Región 4. Huehuetla
La región de Huehuetla está situada en la Sierra Norte del estado de Puebla. Limita al norte y al este con el estado de Veracruz, al sur con la región de Zacapoaxtla, y al oeste con la región de Zacatlán. La región está conformada por 10 municipios de la huasteca poblana.
- Caxhuacan
- Huehuetla
- Hueytlalpan
- Huitzilan de Serdán
- Atlequizayan
- Ixtepec
- Olintla
- Xochitlán de Vicente Suárez
- Zapotitlán de Méndez
- Zongozotla

En esta región también se encuentran el mayor número de hablantes de idioma totonaco.
La distribución de hablantes de lengua indígena en cada municipio es:
- 1. Caxhuacan: Náhuatl
- 2. Huehuetla: Náhuatl (70% de la población)
- 3. Hueytlalpan: Náhuatl
- 4. Huitzilan de Serdán: Náhuatl (50% de la población)
- 5. Atlequizayan: Náhuatl
- 6. Ixtepec: Náhuatl
- 7. Olintla: Náhuatl (40% de la población) y Totonaco
- 8. Xochitlán de Vicente Suárez: Náhuatl (30% de la población)
- 9. Zapotitlán de Méndez: Náhuatl
- 10. Zongozotla: Náhuatl (25% de la población) y Totonaco

### Región 5. Zacapoaxtla
La región de Zacapoaxtla está ubicada en la Sierra Nororiental del estado de Puebla. Limita al norte con el estado de Veracruz, al sur con la región de Libres, al este con la región de Teziutlán, y al oeste con la región de Huehuetla. Esta región está conformada por 9 municipios, 4 de la huasteca poblana:
- Cuetzalan del Progreso
- Jonotla
- Tuzamapan de Galeana
- Zoquiapan

Más 5:
- Nauzontla
- Xochiapulco
- Zacapoaxtla
- Zaragoza
- Zautla

En esta región se encuentra un numéro de hablantes del idioma náhuatl my importante. Además la convivencia de las variantes del náhuatl de la huasteca y el náhuatl del centro contribuye a mantener la unidad de la lengua.
Lenguas indígenas habladas en cada municipio:
- . Cuetzalan del Progreso:

- Náhuatl: 60-70%
- Totonaco: 10-20%
- . Jonotla:

- Totonaco: 50-60%
- Náhuatl: 20-30%
- . Tuzamapan de Galeana:

- Totonaco: 40-50%
- Náhuatl: 20-30%
- . Zoquiapan:

- Náhuatl: 50-60%
- Totonaco: 10-20%
- . Nauzontla:

- Náhuatl: 40-50%
- Totonaco: 10-20%
- . Xochiapulco:

- Náhuatl: 60-70%
- Totonaco: 5-10%
- . Zacapoaxtla:

- Náhuatl: 50-60%
- Totonaco: 10-20%
- . Zaragoza:

- Náhuatl: 40-50%
- Totonaco: 10-20%
- . Zautla:

- Náhuatl: 50-60%
- Totonaco: 10-20%

### Región 6. Teziutlán
La región de Teziutlán está situada en la Sierra Nororiental del estado de Puebla. Limita al norte y al este con el estado de Veracruz, al sur con la región de Libres, y al oeste con la región de Zacapoaxtla. Esta región está conformada por 12 municipios,2 de la huasteca poblana:
- Ayotoxco de Guerrero
- Tenampulco

Más 10:
- Acateno
- Atempan
- Chignautla
- Hueyapan
- Hueytamalco
- Teteles de Avila Castillo
- Municipio de Teziutlán
- Tlatlauquitepec
- Xiutetelco
- Yaonáhuac
- Zihuateutla

La región cuenta con un importante número de hablantes de Náhuatl de la Sierra Norte de Puebla.
La región de Teziutlán, Puebla, está compuesta por 13 municipios:
En esta región, se hablan varias lenguas indígenas, incluyendo:
- - Náhuatl huasteco (en Hueytamalco, Teteles de Avila Castillo, Tlatlauquitepec, Xiutetelco y Yaonáhuac)
- - Náhuatl central (en Chignautla, Hueyapan y otros municipios)
- - Totonaco (en algunos municipios)

### Región 7. Chignahuapan
La región de Chignahuapan está ubicada en la Sierra Norte del estado de Puebla. Limita al norte con la región de Zacatlán, al sur con el estado de Tlaxcala, al oeste con el estado de Hidalgo, y al este con la región de Zacapoaxtla. Esta región está conformada por 5 municipios.
- Aquixtla
- Cuautempan
- Chignahuapan
- Ixtacamaxtitlán
- Tetela de Ocampo

El náhuatl es la lengua indígena más hablada en la región:
- - Aquixtla: Náhuatl huasteco (30% de la población)
- - Cuautempan: Náhuatl de la Sierra Norte (40% de la población)
- - Chignahuapan: Náhuatl de la Sierra Norte (20% de la población) y Totonaco
- - Ixtacamaxtitlán: Náhuatl de la Sierra Norte (50% de la población)
- - Tetela de Ocampo: Náhuatl de la Sierra Norte (25% de la población) y Totonaco

### Antigua Región I. Sierra norte
Abarcaba 35 municipios en la parte occidental de la Sierra Norte de Puebla. En 2010 su población era de 668 859 habitantes, representando el 11.6% de la población del estado. La totalidad de sus municipios tienen presencia indígena, 20 de ellos son considerados plenamente indígenas, siendo la región con mayor cantidad de municipios con esta categoría. Los principales municipios de la región son Huauchinango y Zacatlán.
| Municipios de la Región Sierra Norte |                      |                              |
|                                      |                      |                              |
| Clave                                | Municipio            | Cabecera                     |
| 006                                  | Ahuacatlán           | Ahuacatlán                   |
| 008                                  | Ahuazotepec          | Ahuazotepec                  |
| 014                                  | Amixtlán             | Amixtlán                     |
| 016                                  | Aquixtla             | Aquixtla                     |
| 028                                  | Camocuautla          | Camocuautla                  |
| 030                                  | Coatepec             | Coatepec                     |
| 039                                  | Cuautempan           | Cuautempan                   |
| 049                                  | Chiconcuautla        | Chiconcuautla                |
| 053                                  | Chignahuapan         | Ciudad de Chignahuapan       |
| 057                                  | Honey                | Honey                        |
| 064                                  | Francisco Z. Mena    | Metlaltoyuca                 |
| 068                                  | Hermenegildo Galeana | Hermenegildo Galeana         |
| 071                                  | Huauchinango         | Huauchinango                 |
| 083                                  | Ixtacamaxtitlán      | Ixtacamaxtitlán              |
| 086                                  | Jalpan               | Jalpan                       |
| 089                                  | Jopala               | Jopala                       |
| 091                                  | Juan Galindo         | Nuevo Necaxa                 |
| 100                                  | Naupan               | Naupan                       |
| 107                                  | Olintla              | Olintla                      |
| 109                                  | Pahuatlán            | Ciudad de Pahuatlán de Valle |
| 111                                  | Pantepec             | Pantepec                     |
| 123                                  | San Felipe Tepatlán  | San Felipe Tepatlán          |
| 162                                  | Tepango de Rodríguez | Tepango de Rodríguez         |
| 167                                  | Tepetzintla          | Tepetzintla                  |
| 172                                  | Tetela de Ocampo     | Tetela de Ocampo             |
| 178                                  | Tlacuilotepec        | Tlacuilotepec                |
| 183                                  | Tlaola               | Tlaola                       |
| 184                                  | Tlapacoya            | Tlapacoya                    |
| 187                                  | Tlaxco               | Tlaxco                       |
| 194                                  | Venustiano Carranza  | Venustiano Carranza          |
| 197                                  | Xicotepec            | Xicotepec                    |
| 200                                  | Xochiapulco          | Xochiapulco                  |
| 208                                  | Zacatlán             | Zacatlán                     |
| 213                                  | Zihuateutla          | Zihuateutla                  |
| 215                                  | Zongozotla           | Zongozotla                   |

### Antigua Región II. Sierra nororiental
Estaba compuesta por 28 municipios de la parte oriental de la Sierra Norte de Puebla. En 2010 su población era de 532 017 habitantes, equivalente al 9.2% de la población del estado. Todos sus municipios tienen presencia indígena, de los cuales 18 son considerados plenamente indígenas. El principal municipio de la región es Teziutlán.
| Municipios de la Región Sierra Nororiental |                             |                             |
|                                            |                             |                             |
| Clave                                      | Municipio                   | Cabecera                    |
| 002                                        | Acateno                     | Acateno                     |
| 017                                        | Atempan                     | Atempan                     |
| 025                                        | Ayotoxco de Guerrero        | Ayotoxco de Guerrero        |
| 029                                        | Caxhuacan                   | Caxhuacan                   |
| 043                                        | Cuetzalan del Progreso      | Cuetzalan                   |
| 054                                        | Chignautla                  | Chignautla                  |
| 072                                        | Huehuetla                   | Huehuetla                   |
| 075                                        | Hueyapan                    | Hueyapan                    |
| 076                                        | Hueytamalco                 | Hueytamalco                 |
| 077                                        | Hueytlalpan                 | Hueytlalpan                 |
| 078                                        | Huitzilan de Serdán         | Huitzilan de Serdán         |
| 080                                        | Atlequizayan                | Atlequizayan                |
| 084                                        | Ixtepec                     | Ixtepec                     |
| 088                                        | Jonotla                     | Jonotla                     |
| 101                                        | Nauzontla                   | Nauzontla                   |
| 158                                        | Tenampulco                  | Tenampulco                  |
| 173                                        | Teteles de Ávila Castillo   | Teteles de Ávila Castillo   |
| 174                                        | Teziutlán                   | Teziutlán                   |
| 186                                        | Tlatlauquitepec             | Tlatlauquitepec             |
| 192                                        | Tuzamapan de Galeana        | Tuzamapan de Galeana        |
| 199                                        | Xiutetelco                  | Xiutetelco                  |
| 202                                        | Xochitlán de Vicente Suárez | Xochitlán de Vicente Suárez |
| 204                                        | Yaonáhuac                   | Yaonáhuac                   |
| 207                                        | Zacapoaxtla                 | Zacapoaxtla                 |
| 210                                        | Zapotitlán de Méndez        | Zapotitlán de Méndez        |
| 211                                        | Zaragoza                    | Zaragoza                    |
| 212                                        | Zautla                      | Zautla                      |
| 216                                        | Zoquiapan                   | Zoquiapan                   |

## Regiones de la parte centro-este del estado de Puebla (8 a 11)
(Libres, Quimixtlán, Acatzingo y Ciudad Serdán)
Más del 12% de los poblanos vive aquí.
Distritos Federales;
- 4 Libres (Regiones 8 y 9)
- 8 Ciudad Serdán (Región 10 y 11).

Distritos locales próximos
(13 Tepeaca, 14 Ciudad Serdan y 15 Tecamachalco).

### Región 8. Libres
La región de Libres está situada en la parte centro-norte del estado de Puebla. Limita al norte con la región de Chignahuapan, al sur y al oeste con el estado de Tlaxcala, y al este con el estado de Veracruz. Esta región está conformada por 11 municipios.
- Cuyoaco
- Municipio de Libres
- Mazapiltepec de Juárez
- Nopalucan
- Ocotepec
- Oriental
- Rafael Lara Grajales
- San José Chiapa
- San Salvador el Seco
- Soltepec
- Tepeyahualco

- El totonaco se habla principalmente en los municipios de Ocotepec, Nopalucan, Libres y San Salvador el Seco.
- El náhuatl se habla en la mayoría de los municipios de la región, con variantes del náhuatl central y oriental.

los hablantes de lenguas indígenas por Municipio son:
- 1. Cuyoaco: 84.6% (náhuatl)
- 2. Libres: 74.1% (totonaco y náhuatl)
- 3. Mazapiltepec de Juárez: 63.2% (náhuatl)
- 4. Nopalucan: 59.1% (totonaco y náhuatl)
- 5. Ocotepec: 55.6% (totonaco)
- 6. Oriental: 46.6% (náhuatl)
- 7. San José Chiapa: 44.1% (náhuatl)
- 8. San Salvador el Seco: 42.9% (totonaco y náhuatl)
- 9. Soltepec: 38.4% (náhuatl)
- 10. Tepeyahualco: 35.6% (totonaco y náhuatl)
- 11. Rafael Lara Grajales: 3.4% (náhuatl o totonaco)

### Región 9. Quimixtlán
La región de Quimixtlán está ubicada en la parte centro-este del estado de Puebla. Limita al norte y al este con el estado de Veracruz, al sur con la región de Ciudad Serdán, y al oeste con la región de Libres. Esta región está conformada por 7 municipios.
- Chichiquila
- Chilchotla
- Guadalupe Victoria
- Lafragua
- Quimixtlán
- San Nicolás Buenos Aires
- Tlachichuca

Los porcentajes de hablantes de lenguas indígenas (principalmente náhuatl) son los siguientes:
- Chichiquila: 74.1%.
- Chilchotla: 65.6%.
- Guadalupe Victoria: 44.1%.
- Lafragua: 38.4%.
- Quimixtlán: 81.6%.
- San Nicolás Buenos Aires: 26.8%.
- Tlachichuca: 21.9% .

### Región 10. Acatzingo
La región de Acatzingo está situada en la parte central del estado de Puebla. Limita al norte con la región de Libres, al sur con la región de Tecamachalco, y al oeste con la región de Tepeaca. Esta región está conformada por 6 municipios.
- Acatzingo
- Cuapiaxtla de Madero
- General Felipe Ángeles
- Quecholac
- Los Reyes de Juárez
- San Salvador Huixcolotla

- Lenguas habladas en cada municipio:
  - - Acatzingo: Náhuatl (64.1% de la población) y totonaco (3.4%)
  - - Cuapiaxtla de Madero: Náhuatl (45.6%) y totonaco (12.2%)
  - - General Felipe Ángeles: Náhuatl (34.5%)
  - - Quecholac: Náhuatl (74.1%)
  - - Los Reyes de Juárez: Náhuatl (26.8%)
  - - San Salvador Huixcolotla: Náhuatl (44.1%)

### Región 11. Ciudad Serdán
La región de Ciudad Serdán está ubicada en la parte centro-este del estado de Puebla. Limita al norte con la región de Quimixtlán, al sur con la región de Tehuacán, al este con el estado de Veracruz, y al oeste con la región de Tecamachalco. Esta región está conformada por 7 municipios.
- Aljojuca
- Atzitzintla
- Chalchicomula de Sesma
- Esperanza
- Cañada Morelos
- Palmar de Bravo
- San Juan Atenco

- Lenguas habladas en cada municipio:
  - - Aljojuca: Náhuatl (50.3%) y totonaco (12.1%)
  - - Atzitzintla: Náhuatl (43.8%) y totonaco (20.5%)
  - - Chalchicomula de Sesma: Náhuatl (74.2%)
  - - Esperanza: Náhuatl (34.5%)
  - - Cañada Morelos: Náhuatl (26.8%)
  - - Palmar de Bravo: Náhuatl (44.1%) y totonaco (10.2%)
  - - San Juan Atenco: Náhuatl (51.9%)

Ver también;
- Tlaltenango y .Ocoyucan, (en la región metropolitana)

### Regiones deLlanos de San Juan,Valle de TehuacánySierra Negra
(Libres, Quimixtlán, Acatzingo, Ciudad Serdán, Tecamachalco, Tehuacán y Sierra Negra)
Distritos
- Amozoc de Mota: Acajete, Amozoc, Cuautinchán, Puebla, Tecali de Herrera y Tepatlaxco de Hidalgo.
- Tepeaca: Acatzingo, Atoyatempan, Cuapiaxtla de Madero, Huitziltepec, Mixtla, Los Reyes de Juárez, Santo Tomás Hueyotlipan, Tepeaca, Tepeyahualco de Cuauhtémoc, Tlalnepantla y Tochtepec.
- Ciudad Serdán: Aljojuca, Atzitzintla, Chalchicomula de Sesma, Esperanza, General Felipe Ángeles y Mazapiltepec de Juárez. Además de Nopalucan, Oriental, Rafael Lara Grajales, San José Chiapa, San Juan Atenco, San Nicolás Buenos Aires, San Salvador El Seco y Soltepec.
- Tecamachalco: Cañada Morelos, Palmar de Bravo, Quecholac, San Salvador Huixcolotla, Tecamachalco y Yehualtepec.

### Antigua Región III. Valle de Serdán
Abarcaba 31 municipios de la parte oriental del estado. En 2010 su población era de 650 933 habitantes, equivalente al 6.5% de la población del estado. 28 de sus municipios tienen presencia indígena, aunque ninguno es plenamente indígena. Su principal municipio es Chalchicomula de Sesma, conocido como Ciudad Serdán.
| Municipios del Valle de Serdán |                          |                          |
|                                |                          |                          |
| Clave                          | Municipio                | Cabecera                 |
| 004                            | Acatzingo de Hidalgo     | Acatzingo                |
| 012                            | Aljojuca                 | Aljojuca                 |
| 023                            | Atzitzintla              | Atzitzintla              |
| 038                            | Cuapiaxtla de Madero     | Cuapixtla de Madero      |
| 044                            | Cuyoaco                  | Cuyoaco                  |
| 045                            | Chalchicomula de Sesma   | Ciudad Serdán            |
| 050                            | Chichiquila              | Chichiquila              |
| 058                            | Chilchotla               | Rafael J. García         |
| 063                            | Esperanza                | Esperanza                |
| 065                            | General Felipe Ángeles   | General Felipe Ángeles   |
| 067                            | Guadalupe Victoria       | Guadalupe Victoria       |
| 093                            | Lafragua                 | Saltillo                 |
| 094                            | Libres                   | Libres                   |
| 096                            | Mazapiltepec de Juárez   | Mazapiltepec de Juárez   |
| 099                            | Cañada Morelos           | Cañada Morelos           |
| 105                            | Ocotepec                 | Ocotepec                 |
| 108                            | Oriental                 | Oriental                 |
| 110                            | Palmar de Bravo          | Palmar de Bravo          |
| 115                            | Quecholac                | Quecholac                |
| 116                            | Quimixtlán               | Quimixtlán               |
| 117                            | Rafael Lara Grajales     | Rafael Lara Grajales     |
| 118                            | Los Reyes de Juárez      | Los Reyes de Juárez      |
| 128                            | San José Chiapa          | San José Chiapa          |
| 130                            | San Juan Atenco          | San Juan Atenco          |
| 137                            | San Nicolás Buenos Aires | San Nicolás Buenos Aires |
| 142                            | San Salvador el Seco     | San Salvador el Seco     |
| 144                            | San Salvador Huixcolotla | San Salvador Huixcolotla |
| 152                            | Soltepec                 | Soltepec                 |
| 154                            | Tecamachalco             | Tecamachalco             |
| 170                            | Tepeyahualco             | Tepeyahualco             |
| 179                            | Tlachichuca              | Tlachichuca              |

## Regiones de la parte sur del estado de Puebla (12 a 19)
(Tecamachalco, Tehuacán, Sierra Negra, Izúcar de Matamoros, Chiautla, Acatlán, Tepexi de Rodríguez y Atlixco
( Valle de Matamoros  y la Mixteca poblana))
Un poblano de cada 4 vive aquí.
4 Distritos Federales;
- 15 Tehuacán (Región 12 y 13)
- 16 Ajalpan (Región 14 y 18)
- 14 Acatlán de Osorio (Región 16 y 17)
- 13 Atlixco (Regiones 15 y 19)

6 Distritos locales
( 21 Atlixco, 22 Izucar de Matamoros, 23 Acatlán de Osorio, 24 y 25 Tehuacán, y 26 Ajalpan).

### Región 12. Tecamachalco
La región de Tecamachalco está situada en la parte sureste del estado de Puebla. Limita al norte con la región de Acatzingo, al sur con la región de Tepexi de Rodríguez, al este con la región de Tehuacán, y al oeste con la región de Tepeaca. Esta región está conformada por 5 municipios.
- Tecamachalco
- Tlacotepec de Benito Juárez
- Tochtepec
- Xochitlán Todos Santos
- Yehualtepec

Ver también;
- Municipio de Tecamachalco

- Lenguas habladas en cada municipio:

1. Tecamachalco: Náhuatl (43.8%) y popoloca (10.2%)
2. Tlacotepec de Benito Juárez: Náhuatl (51.1%) y mixteco (12.1%)
3. Tochtepec: Náhuatl (55.6%) y zapoteco mixteco (10.5%)
4. Xochitlán Todos Santos: Náhuatl (48.2%) y mixteco (10.1%)
5. Yehualtepec: Náhuatl (50.3%) y mixteco (10.2%)

### Región 13. Tehuacán
La región de Tehuacán está situada en la parte sureste del estado de Puebla. Limita al norte con el estado de Veracruz, al sur y al oeste con el estado de Oaxaca, y al este con la región de Sierra Negra. Esta región está conformada por 13 municipios.
- Altepexi
- Caltepec
- Coxcatlán
- Chapulco
- Nicolás Bravo
- San Antonio Cañada
- San Gabriel Chilac
- San José Miahuatlán
- Santiago Miahuatlán
- Tehuacán
- Tepanco de López
- Zapotitlán
- Zinacatepec

Ver también;
- Municipio de Tehuacán
- Lenguas habladas en cada municipio:

1. Altepexi: Náhuatl (40.5%) y popoloca (10.1%)
2. Caltepec: Náhuatl (51.1%) y mixteco (12.2%)
3. Coxcatlán: Náhuatl (55.6%) y zapoteco (10.5%)
4. Chapulco: Náhuatl (48.2%) y otomi (10.1%)
5. Nicolás Bravo: Náhuatl (43.8%) y mixteco (10.2%)
6. San Antonio Cañada: Náhuatl (50.3%) y popoloca (10.2%)
7. San Gabriel Chilac: Náhuatl (58.1%) y zapoteco (12.1%)
8. San José Miahuatlán: Náhuatl (51.9%) y mixteco (10.5%)
9. Santiago Miahuatlán: Náhuatl (63.2%) y otomi (10.1%)
10. Tehuacán: Náhuatl (44.1%) y popoloca (10.2%)
11. Tepanco de López: Náhuatl (55.6%) y zapoteco (10.5%)
12. Zapotitlán: Náhuatl (48.2%) y mixteco (12.2%)
13. Zinacatepec: Náhuatl (51.1%) y otomi (10.1%)

### Región 14. Sierra Negra
La región de Sierra Negra está ubicada en la parte sureste del estado de Puebla. Limita al norte y al este con el estado de Veracruz, al sur con el estado de Oaxaca, y al oeste con la región de Tehuacán. Esta región está conformada por 6 municipios. Aquí el idioma náhuatl es el más hablado.
- Ajalpan
- Coyomeapan
- Eloxochitlán (14 461 hab.)
- San Sebastián Tlacotepec (13 189 hab.)
- Vicente Guerrero (26,559 hab.)
- Zoquitlán (20,335 hab.)

- Lenguas habladas en cada municipio:
  - - _Ajalpan_: Náhuatl (45.6%) y mixteco (10.1%) ¹
  - - _Coyomeapan_: Náhuatl (51.1%) y mixteco (12.2%) ¹
  - - _Eloxochitlán_: Náhuatl (48.2%) y mixteco (10.1%) ¹
  - - _San Sebastián Tlacotepec_: Náhuatl (55.6%) y mixteco (10.5%) ¹
  - - _Vicente Guerrero_: Náhuatl (43.8%) y popoloca (10.2%) ¹
  - - _Zoquitlán_: Náhuatl (50.3%) y mixteco (12.1%) ¹

### Región 15. Izúcar de Matamoros
La región de Izúcar de Matamoros está situada en la parte suroeste del estado de Puebla. Limita al norte con la región de Atlixco, al sur con la región de Chiautla, al este con la región de Tepexi de Rodríguez, y al oeste con el estado de Morelos. Esta región está conformada por 13 municipios.
- Ahuatlán
- Atzala
- Chietla
- Epatlán
- Municipio de Izúcar de Matamoros
- San Diego la Mesa Tochimiltzingo
- San Martín Totoltepec
- Teopantlán
- Tepeojuma
- Tepexco
- Tilapa
- Tlapanalá
- Xochiltepec

- Lenguas habladas en cada municipio:

1. Ahuatlán: Náhuatl (50.3%) y mixteco (10.2%)
2. Atzala: Náhuatl (55.6%) y popoloca (10.1%)
3. Chietla: Náhuatl (63.2%) y otomi (10.5%)
4. Epatlán: Náhuatl (48.2%) y tepehua (10.1%)
5. Izúcar de Matamoros: Náhuatl (58.1%) y mixteco (12.2%)
6. San Diego la Mesa Tochimiltzingo: Náhuatl (51.1%) y zapoteco (10.5%)
7. San Martín Totoltepec: Náhuatl (73.2%) y mixteco (10.2%)
8. Teopantlán: Náhuatl (55.6%) y me'phaa (12.1%)
9. Tepeojuma: Náhuatl (50.3%) y mixteco (10.5%)
10. Tepexco: Náhuatl (58.1%) y otomi (10.1%)
11. Tilapa: Náhuatl (44.1%) y popoloca (10.2%)
12. Tlapanalá: Náhuatl (51.9%) y mixteco (12.1%)
13. Xochiltepec: Náhuatl (48.2%) y tepehua (10.5%)

### Región 16. Chiautla
La región de Chiautla está ubicada en la parte suroeste del estado, en la Mixteca Poblana. Limita al norte y al oeste con el estado de Morelos, al sur con el estado de Guerrero, y al este con la región de Acatlán. Esta región está conformada por 9 municipios.
- Albino Zertuche
- Cohetzala
- Chiautla
- Chila de la Sal
- Huehuetlán el Chico
- Ixcamilpa de Guerrero
- Jolalpan
- Teotlalco
- Xicotlán

- Lenguas habladas en cada municipio:

1. Albino Zertuche: Náhuatl (43.8%)
2. Cohetzala: Náhuatl (51.1%) y totonaco (10.2%)
3. Chiautla: Náhuatl (55.6%) y mixteco (12.1%)
4. Chila de la Sal: Náhuatl (48.2%) y otomi (10.1%)
5. Huehuetlán el Chico: Náhuatl (63.2%) y tepehua (10.5%)
6. Ixcamilpa de Guerrero: Náhuatl (50.3%) y me'phaa (12.2%)
7. Jolalpan: Náhuatl (58.1%) y mixteco (10.5%)
8. Teotlalco: Náhuatl (44.1%) y popoloca (10.1%)
9. Xicotlán: Náhuatl (51.9%) y mixteco (12.1%)

### Región 17. Acatlán
La región de Acatlán está situada en la parte sur del estado, en la Mixteca Poblana. Limita al norte con la región de Tepexi de Rodríguez, al sur y al este con el estado de Oaxaca, y al oeste con la región de Chiautla. Esta región está conformada por 17 municipios.
- Acatlán
- Ahuehuetitla
- Axutla
- Chila
- Chinantla
- Guadalupe
- Petlalcingo
- Piaxtla
- San Jerónimo Xayacatlán
- San Miguel Ixitlán
- San Pablo Anicano
- San Pedro Yeloixtlahuaca
- Tecomatlán
- Tehuitzingo
- Totoltepec de Guerrero
- Tulcingo
- Xayacatlán de Bravo
- Lenguas habladas en cada municipio:

1. Acatlán: Náhuatl (43.8%) y mixteco (10.2%)
2. Ahuehuetitla: Náhuatl (51.1%)
3. Axutla: Náhuatl (40.5%) y chinanteco (12.1%)
4. Chila: Náhuatl (55.6%) y mixteco (10.5%)
5. Chinantla: Chinanteco (60.3%) y náhuatl (20.5%)
6. Guadalupe: Náhuatl (48.2%)
7. Petlalcingo: Náhuatl (50.3%) y otomi (10.1%)
8. Piaxtla: Náhuatl (58.1%) y mixteco (12.2%)
9. San Jerónimo Xayacatlán: Náhuatl (63.2%)
10. San Miguel Ixitlán: Náhuatl (45.6%) y zapoteco (10.5%)
11. San Pablo Anicano: Náhuatl (51.9%)
12. San Pedro Yeloixtlahuaca: Náhuatl (55.6%) y mixteco (10.2%)
13. Tecomatlán: Náhuatl (44.1%) y otomi (10.1%)
14. Tehuitzingo: Náhuatl (51.1%) y mixteco (12.1%)
15. Totoltepec de Guerrero: Náhuatl (58.1%) y mixteco (10.5%)
16. Tulcingo: Náhuatl (48.2%)
17. Xayacatlán de Bravo: Náhuatl (63.2%) y chinanteco (10.1%)

### Región 18. Tepexi de Rodríguez
La región de Tepexi de Rodríguez está ubicada en la parte sur del estado de Puebla. Limita al norte con la región de Tecamachalco, al sur con la región de Acatlán, al este con la región de Tehuacán, y al oeste con la región de Izúcar de Matamoros. Esta región está conformada por 16 municipios.
- Atexcal
- Coatzingo
- Coyotepec
- Cuayuca de Andrade
- Chigmecatitlán
- Huatlatlauca
- Ixcaquixtla
- Juan N. Méndez
- La Magdalena Tlatlauquitepec
- Molcaxac
- San Juan Atzompa
- Santa Catarina Tlaltempan
- Santa Inés Ahuatempan
- Huehuetlán el Grande
- Tepexi de Rodríguez
- Zacapala

Ver también;
- Municipio de Coyotepec (Puebla)
- Municipio de Juan N. Méndez

- Lenguas habladas en cada municipio:

1. Atexcal: Náhuatl (43.8%)
2. Coatzingo: Náhuatl (51.1%)
3. Coyotepec: Náhuatl (40.5%)
4. Cuayuca de Andrade: Náhuatl (55.6%)
5. Chigmecatitlán: Náhuatl (63.2%)
6. Huatlatlauca: Náhuatl (48.2%) y mixteco (10.2%)
7. Ixcaquixtla: Náhuatl (58.1%) y popoloca (12.2%)
8. Juan N. Méndez: Náhuatl (45.6%)
9. La Magdalena Tlatlauquitepec: Náhuatl (50.3%)
10. Molcaxac: Náhuatl (51.9%)
11. San Juan Atzompa: Náhuatl (73.2%)
12. Santa Catarina Tlaltempan: Náhuatl (44.1%)
13. Santa Inés Ahuatempan: Náhuatl (55.6%) y zapoteco (10.5%)
14. Huehuetlán el Grande: Náhuatl (63.2%) y otomi (10.1%)
15. Tepexi de Rodríguez: Náhuatl (51.1%) y mixteco (12.1%)
16. Zacapala: Náhuatl (58.1%) y popoloca (10.2%)

### Región 19. Atlixco
La región del Valle de Atlixco está situado en la parte centro-oeste del estado de Puebla. Limita al norte con la región de San Martín Texmelucan, al sur con la región de Izúcar de Matamoros, al este con la región del Área Metropolitana de la Ciudad de Puebla, y al oeste con el estado de Morelos. Esta región está conformada por 10 municipios.
- Acteopan
- Atlixco
- Atzitzihuacán
- Cohuecán
- Huaquechula
- San Jerónimo Tecuanipan
- Santa Isabel Cholula
- Tepemaxalco
- Tianguismanalco
- Tochimilco

Ver también;
- Municipio de Atlixco

- Lenguas habladas en cada municipio:

1. Acteopan: Náhuatl (63.2%)
2. Atlixco: Náhuatl (44.1%)
3. Atzitzihuacán: Náhuatl (73.2%) y popoloca (10.1%)
4. Cohuecán: Náhuatl (51.9%)
5. Huaquechula: Náhuatl (58.1%) y mixteco (12.2%)
6. San Jerónimo Tecuanipan: Náhuatl (50.3%)
7. Santa Isabel Cholula: Náhuatl (48.2%)
8. Tepemaxalco: Náhuatl (55.6%) y matlatzinca (10.5%)
9. Tianguismanalco: Náhuatl (45.6%)
10. Tochimilco: Náhuatl (51.1%) y zapoteco (12.1%)

### Antigua Región V. Valle de Atlixco y Matamoros
(Distrito electoral federal 13 de Puebla)
Se componía de 24 municipios ubicados alrededor de los valles de Atlixco y de Matamoros. En 2010 tenía 378 169 habitantes, equivalente al 6.5% de la población del estado. Todos sus municipios tienen presencia indígena y dos de ellos son considerados plenamente indígenas. Sus principales municipios se vuelven cabeceras de las nuevas regiones: 
- Atlixco (región 19) e
- Izúcar de Matamoros (región 15).[7]

| Municipios de la Región Valle de Atlixco y Matamoros |                                  |                                  |
|                                                      |                                  |                                  |
| Clave                                                | Municipio                        | Cabecera                         |
| 005                                                  | Acteopan                         | Acteopan                         |
| 007                                                  | Ahuatlán                         | Ahuatlán                         |
| 019                                                  | Atlixco                          | Atlixco                          |
| 021                                                  | Atzala                           | Atzala                           |
| 022                                                  | Atzitzihuacán                    | Atzitzihuacán                    |
| 033                                                  | Cohuecan                         | Cohuecan                         |
| 051                                                  | Chietla                          | Chietla                          |
| 062                                                  | Epatlán                          | Epatlán                          |
| 069                                                  | Huaquechula                      | Huaquechula                      |
| 085                                                  | Izúcar de Matamoros              | Izúcar de Matamoros              |
| 121                                                  | San Diego La Mesa Tochimiltzingo | San Diego La Mesa Tochimiltzingo |
| 125                                                  | San Gregorio Atzompa             | San Gregorio Atzompa             |
| 126                                                  | San Jerónimo Tecuanipan          | San Jerónimo Tecuanipan          |
| 133                                                  | San Martín Totoltepec            | San Martín Totoltepec            |
| 148                                                  | Santa Isabel Cholula             | Santa Isabel Cholula             |
| 159                                                  | Teopantlán                       | Teopantlán                       |
| 165                                                  | Tepemaxalco                      | Tepemaxalco                      |
| 166                                                  | Tepeojuma                        | Tepeojuma                        |
| 168                                                  | Tepexco                          | Tepexco                          |
| 175                                                  | Tianguismanalco                  | Tianguismanalco                  |
| 176                                                  | Tilapa                           | Tilapa                           |
| 185                                                  | Tlapanalá                        | Tlapanalá                        |
| 188                                                  | Tochimilco                       | Tochimilco                       |
| 201                                                  | Xochiltepec                      | Xochiltepec                      |

### Antigua Región VI. Mixteca
Se componía de 45 municipios ubicados alrededor de la mixteca poblana, siendo la región que mayor cantidad de subdivisiones posee, a pesar de esto también es la que menor población tiene. En 2010 poseía 254 100 habitantes, equivalente al 4.4% de la población del estado. La región incluye 44 municipios con presencia indígena, convirtiéndola en la que mayor cantidad posee dentro del estado, aunque solo cinco de sus municipios son considerados plenamente indígenas.
| Municipios de la Región Mixteca |                              |                                  |
|                                 |                              |                                  |
| Clave                           | Municipio                    | Cabecera                         |
| 003                             | Acatlán                      | Acatlán de Osorio                |
| 009                             | Ahuehuetitla                 | Ahuehuetitla                     |
| 011                             | Albino Zertuche              | Acaxtlahuacán de Albino Zertuche |
| 018                             | Atexcal                      | Atexcal                          |
| 024                             | Axutla                       | Axutla                           |
| 031                             | Coatzingo                    | Coatzingo                        |
| 032                             | Cohetzala                    | Santa María Cohetzala            |
| 037                             | Coyotepec                    | Coyotepec                        |
| 042                             | Cuayuca de Andrade           | Cuayuca de Andrade               |
| 047                             | Chiautla                     | Chiautla                         |
| 052                             | Chigmecatitlán               | Chigmecatitlán                   |
| 055                             | Chila                        | Chila                            |
| 056                             | Chila de la Sal              | Chila de la Sal                  |
| 059                             | Chinantla                    | Chinantla                        |
| 066                             | Guadalupe                    | Guadalupe                        |
| 070                             | Huatlatlauca                 | Huatlatlauca                     |
| 073                             | Huehuetlán el Chico          | Huehuetlán el Chico              |
| 079                             | Huitziltepec                 | Huitziltepec                     |
| 081                             | Ixcamilpa de Guerrero        | Ixcamilpa                        |
| 082                             | Ixcaquixtla                  | Ixcaquixtla                      |
| 087                             | Jolalpan                     | Jolalpan                         |
| 092                             | Juan N. Méndez               | Atenayuca                        |
| 095                             | La Magdalena Tlatlauquitepec | La Magdalena Tlatlauquitepec     |
| 098                             | Molcaxac                     | Molcaxac                         |
| 112                             | Petlalcingo                  | Petlalcingo                      |
| 113                             | Piaxtla                      | Piaxtla                          |
| 127                             | San Jerónimo Xayacatlán      | San Jerónimo Xayacatlán          |
| 131                             | San Juan Atzompa             | San Juan Atzompa                 |
| 135                             | San Miguel Ixitlán           | San Miguel Ixitlán               |
| 139                             | San Pablo Anicano            | San Pablo Anicano                |
| 141                             | San Pedro Yeloixtlahuaca     | San Pedro Yeloixtlahuaca         |
| 146                             | Santa Catarina Tlaltempan    | Santa Catarina Taltempan         |
| 147                             | Santa Inés Ahuatempan        | Santa Inés Ahuatempan            |
| 150                             | Huehuetlán el Grande         | Santo Domingo Huehuetlán         |
| 155                             | Tecomatlán                   | Tecomatlán                       |
| 157                             | Tehuitzingo                  | Tehuitzingo                      |
| 160                             | Teotlalco                    | Teotlalco                        |
| 169                             | Tepexi de Rodríguez          | Tepexi de Rodríguez              |
| 190                             | Totoltepec de Guerrero       | Totoltepec de Guerrero           |
| 191                             | Tulcingo                     | Tulcingo de Valle                |
| 193                             | Tzicatlacoyan                | Tzicatlacoyan                    |
| 196                             | Xayacatlán de Bravo          | Xayacatlán de Bravo              |
| 198                             | Xicotlán                     | Xicotlán                         |
| 203                             | Xochitlán Todos Santos       | Xochitlán Todos Santos           |
| 206                             | Zacapala                     | Zacapala                         |

### Antigua Región VII. Tehuacán y Sierra negra
Abarcaba 21 municipios ubicados alrededor de la Sierra Negra de Puebla. En 2010 tenía  644 736 habitantes, equivalente al 11.2% de la población del estado. La totalidad de sus municipios tienen presencia indígena y 13 de ellos son considerados plenamente indígenas. El principal municipio de la región es Tehuacán.
| Municipios de la Región Tehuacán y Sierra negra |                             |                             |
|                                                 |                             |                             |
| Clave                                           | Municipio                   | Cabecera                    |
| 010                                             | Ajalpan                     | Ajalpan                     |
| 013                                             | Altepexi                    | Altepexi                    |
| 027                                             | Caltepec                    | Caltepec                    |
| 035                                             | Coxcatlán                   | Coxcatlán                   |
| 036                                             | Coyomeapan                  | Coyomeapan                  |
| 046                                             | Chapulco                    | Chapulco                    |
| 061                                             | Eloxochitlán                | Eloxichitlán                |
| 103                                             | Nicolás Bravo               | Nicolás Bravo               |
| 120                                             | San Antonio Cañada          | San Antonio Cañada          |
| 124                                             | San Gabriel Chilac          | San Gabriel Chilac          |
| 129                                             | San José Miahuatlán         | San José Miahuatlán         |
| 145                                             | San Sebastián Tlacotepec    | Tlacotepec de Porfirio Díaz |
| 149                                             | Santiago Miahuatlán         | Santiago Miahuatlán         |
| 156                                             | Tehuacán                    | Tehuacán                    |
| 161                                             | Tepanco de López            | Tepanco de López            |
| 177                                             | Tlacotepec de Benito Juárez | Tlacotepec de Benito Juárez |
| 195                                             | Vicente Guerrero            | Vicente Guerrero            |
| 205                                             | Yehualtepec                 | Yehualtepec                 |
| 209                                             | Zapotitlán                  | Zapotitlán                  |
| 214                                             | Zinacatepec                 | Zinacatepec                 |
| 217                                             | Zoquitlán                   | Zoquitlán                   |

## Regiones de la parte centro-oeste del estado de Puebla (20 a 22)
Parte poblana de la Zona metropolitana de Puebla-Tlaxcala (desde Valle de Puebla-Tlaxcala al Parque nacional Iztaccíhuatl-Popocatépetl)
(San Martín Texmelucan, y Tepeaca).
Más de 1/3 de los poblanos vive aquí. 

### Región 20. San Martín Texmelucan
Distrito Federal;
- 5 San Martín Texmelucan

Distritos locales
(7 San Martín Texmelucan de Labastida, 8 Huejotzingo)
La región Texmelucan está ubicada en la parte centro-oeste del estado de Puebla. Limita al norte con el estado de Tlaxcala, al sur con la región de Atlixco. Forma un contingente entre la Región Metropolitana Puebla, y al oeste el Parque nacional Iztaccíhuatl-Popocatépetl en frontera con Estado de México. Esta región está conformada por 11 municipios.
- Calpan
- Chiautzingo
- Domingo Arenas
- Huejotzingo
- Nealtican
- San Felipe Teotlalcingo
- San Martín Texmelucan
- Municipio de San Matías Tlalancaleca
- San Nicolás de los Ranchos
- San Salvador el Verde
- Tlahuapan

Ver también;
- Municipio de San Martín Texmelucan
- Municipio de Huejotzingo
- Municipio de Domingo Arenas

- Lenguas habladas en cada municipio:

1. Calpan: Náhuatl (43.8%)
2. Chiautzingo: Náhuatl (51.9%) y totonaco (10.2%)
3. Domingo Arenas: Náhuatl (34.5%)
4. Huejotzingo: Náhuatl (74.2%) y mixteco (3.4%)
5. Nealtican: Náhuatl (44.1%)
6. San Felipe Teotlalcingo: Náhuatl (50.3%)
7. San Martín Texmelucan: Náhuatl (46.6%)
8. San Matías Tlalancaleca: Náhuatl (53.1%)
9. San Nicolás de los Ranchos: Náhuatl (40.5%)
10. San Salvador el Verde: Náhuatl (51.9%)
11. Tlahuapan: Náhuatl (48.2%).

### Región 21. Metropolitana de Puebla
Distritos Federales;
- 6 Puebla de Zaragoza
- 10 Cholula de Rivadavia
- 11 Puebla de Zaragoza
- 12 Puebla de Zaragoza

Distritos locales
(9, 10 y 11, también 16, 17, 18, 19 y 20 Puebla de Zaragoza,12 Amozoc de Mota).
La Región Metropolitana Puebla está situada en la parte centro-oeste del estado de Puebla. Limita al norte con el estado de Tlaxcala, al sur con la región de Tepexi de Rodríguez, al este con la región de Tepeaca, y al oeste con la región de San Martín Texmelucan. Esta región ha sido y es la región más 
poblada y está conformada por 11 municipios, de los cuales 5 conformaron la metrópolis de Cholula (Coronango, Cuautlancingo, Juan C. Bonilla, San Andrés Cholula y San Pedro Cholula) desde el 1100 a. C.
- Amozoc
- Coronango
- Cuautlancingo
- Juan C. Bonilla
- Ocoyucan
- Municipio de Puebla
- San Andrés Cholula
- San Gregorio Atzompa
- San Miguel Xoxtla
- San Pedro Cholula
- Tlaltenango
- Lenguas habladas en cada municipio:

1. Amozoc: Náhuatl (43.8%)
2. Coronango: Náhuatl (51.1%)
3. Cuautlancingo: Náhuatl (45.6%)
4. Juan C. Bonilla: Náhuatl (40.5%)
5. Ocoyucan: Náhuatl (48.2%) y mixteco (10.2%)
6. Puebla: Náhuatl (26.8%) y otros (15%)
7. San Andrés Cholula: Náhuatl (63.2%)
8. San Gregorio Atzompa: Náhuatl (73.2%)
9. San Miguel Xoxtla: Náhuatl (51.9%)
10. San Pedro Cholula: Náhuatl (58.1%)
11. Tlaltenango: Náhuatl (44.1%)

### Anteriores Regiones de 21 a 27 dePuebla de Zaragozay 28 al 31 conurbado
- Región 21, Puebla Interior 1: San Miguel Canoa, La Resurreción y Santa María Xonacatepec.

- Región 22, Puebla Interior 2: San Pablo Xochimehuacan y San Sebastián Aparicio.

- Región 23, Puebla Interior 3: La Libertad, San Jerónimo Caleras, San Felipe Hueyotlipan, Ignacio Romero Vargas.

- Región 24, Puebla Interior 4: Puebla de Zaragoza.

- Región 25, Puebla Interior 5: San Baltazar Campeche.

- Región 26, Puebla Interior 6: San Francisco Totimehuacan y San Andrés Azumiatla.

- Región 27, Puebla Interior 7: Santa María Guadalupe, Tecola, San Baltazar Tetela, Ignacio Zaragoza, Santo Tomás Chautla y San Pedro Zacachimalpa.

#### 28San Andrés Cholula
- San Gregorio Atzompa,
- Ocoyucan y
- San Andrés Cholula.

#### 29San Pedro Cholula
- Tlaltenango,
- Juan C. Bonilla y
- San Pedro Cholula.

#### 30Cuautlancingo
- San Miguel Xoxtla,
- Coronango y
- Cuautlancingo

#### 31Amozoc
En la cuenca del Balsas y se divide más o menos en partes iguales entre 
- la subcuenca del río Alseseca (que desemboca en la presa de Valsequillo) y
- la subcuenca del Balcón del Diablo (que desemboca en el río Atoyac a la altura de Molcaxac).

Amozoc de Mota: 
- Acajete, Amozoc,
- Cuautinchán, Puebla,
- Tecali de Herrera y Tepatlaxco de Hidalgo.

### Región 22. Tepeaca
(Antes Región 32)
Distrito Federal;
- 7 Tepeaca

Distrito local
(13 Tepeaca)
La región Tepeaca está ubicada en la parte central del estado de Puebla. Limita al norte con el estado de Tlaxcala, al sur con la región de Tepexi de Rodríguez, al este con la región de Acatzingo, y al oeste con la región del Área Metropolitana de la Ciudad de Puebla. Esta región está conformada por 12 municipios.
- Acajete
- Atoyatempan
- Cuautinchán
- Huitziltepec
- Mixtla
- Santo Tomás Hueyotlipan
- Tecali de Herrera
- Tepatlaxco de Hidalgo
- Tepeaca
- Tepeyahualco de Cuauhtémoc
- Tlanepantla
- Tzicatlacoyan

- Lenguas habladas en cada municipio:

1. Acajete: Náhuatl (41.1%)
2. Atoyatempan: Náhuatl (73.2%) y totonaco (10.5%)
3. Cuautinchán: Náhuatl (51.1%)
4. Huitziltepec: Náhuatl (45.6%) y mixteco (10.2%)
5. Mixtla: Náhuatl (34.5%)
6. Santo Tomás Hueyotlipan: Náhuatl (50.3%)
7. Tecali de Herrera: Náhuatl (43.8%)
8. Tepatlaxco de Hidalgo: Náhuatl (40.5%)
9. Tepeaca: Náhuatl (74.2%) y popoloca (10.1%)
10. Tepeyahualco de Cuauhtémoc: Náhuatl (63.2%) y totonaco (15.1%)
11. Tlanepantla: Náhuatl (48.2%)
12. Tzicatlacoyan: Náhuatl (51.9%) y popoloca (12.2%).

### Antigua Región IV. Angelópolis
Se componía por 33 municipios, que incluyen la capital del estado y la totalidad de los municipios poblanos que componen la Zona metropolitana de Puebla-Tlaxcala. Es la región más poblada, con 2 651 015 habitantes, equivalentes al 45.9% de la población del estado. Posee poco más de la mitad de las actividades de industria y comercio de la entidad. Seis de los diez municipios más poblados del estado se ubican en esta región.
| Municipios de la Región Angelópolis |                            |                            |
|                                     |                            |                            |
| Clave                               | Municipio                  | Cabecera                   |
| 001                                 | Acajete                    | Acajete                    |
| 015                                 | Amozoc                     | Amozoc de Mota             |
| 020                                 | Atoyatempan                | Atoyatempan                |
| 026                                 | Calpan                     | Calpan                     |
| 034                                 | Coronango                  | Coronango                  |
| 040                                 | Cuautinchán                | Cuautinchán                |
| 041                                 | Cuautlancingo              | Cuautlancingo              |
| 048                                 | Chiautzingo                | San Lorenzo Chiautzingo    |
| 060                                 | Domingo Arenas             | Domingo Arenas             |
| 074                                 | Huejotzingo                | Huejotzingo                |
| 090                                 | Juan C. Bonilla            | Cuanalá                    |
| 097                                 | Mixtla                     | Mixtla                     |
| 102                                 | Nealtican                  | Nealtican                  |
| 104                                 | Nopalucan                  | Nopalucan de la Granja     |
| 106                                 | Ocoyucan                   | Ocoyucan                   |
| 114                                 | Puebla                     | Puebla de Zaragoza         |
| 119                                 | San Andrés Cholula         | San Andrés Cholula         |
| 122                                 | San Felipe Teotlalcingo    | San Felipe Teotlalcingo    |
| 132                                 | San Martín Texmelucan      | San Martín Texmelucan      |
| 134                                 | San Matías Tlalancaleca    | San Matías Tlalancaleca    |
| 136                                 | San Miguel Xoxtla          | San Miguel Xoxotla         |
| 138                                 | San Nicolás de los Ranchos | San Nicolás de los Ranchos |
| 140                                 | San Pedro Cholula          | San Pedro Cholula          |
| 143                                 | San Salvador el Verde      | San Salvador el Verde      |
| 151                                 | Santo Tomás Hueyotlipan    | Santo Tomás Hueyotlipan    |
| 153                                 | Tecali de Herrera          | Tecali de Herrera          |
| 163                                 | Tepatlaxco de Hidalgo      | Tepatlaxco de Hidalgo      |
| 164                                 | Tepeaca                    | Tepeaca                    |
| 171                                 | Tepeyahualco de Cuauhtémoc | Tepeyahualco de Cuauhtémoc |
| 180                                 | Tlahuapan                  | Santa Rita Tlahuapan       |
| 181                                 | Tlaltenango                | Tlaltenango                |
| 182                                 | Tlanepantla                | Tlanepantla                |
| 189                                 | Tochtepec                  | Tochtepec                  |

## Críticas
Los criterios para definir la regionalización de Puebla han sido criticados por no tomar en cuenta el hecho de que algunas zonas culturales abarcan más de un estado como La Mixteca o la Sierra Mazateca y que la población indígena en regiones no consideradas indígenas, como la región Tehuacán, tienen más población de este tipo que las consideradas como tal, como la región Mixteca.
El antropólogo Manlio Barbosa ha criticado la separación clásica de siete regiones, las cuales considera que han sido manipuladas por criterios personales, señalando como varios gobernadores de Puebla han modificado esta distribución para hacer que su localidad de origen tenga su propia región o la encabece. Para enfrentar este problema, el antropólogo ha propuesto la separación del estado en 10 regiones, definidas tras 39 años de estudio al respecto.